# A. B. Quintanilla

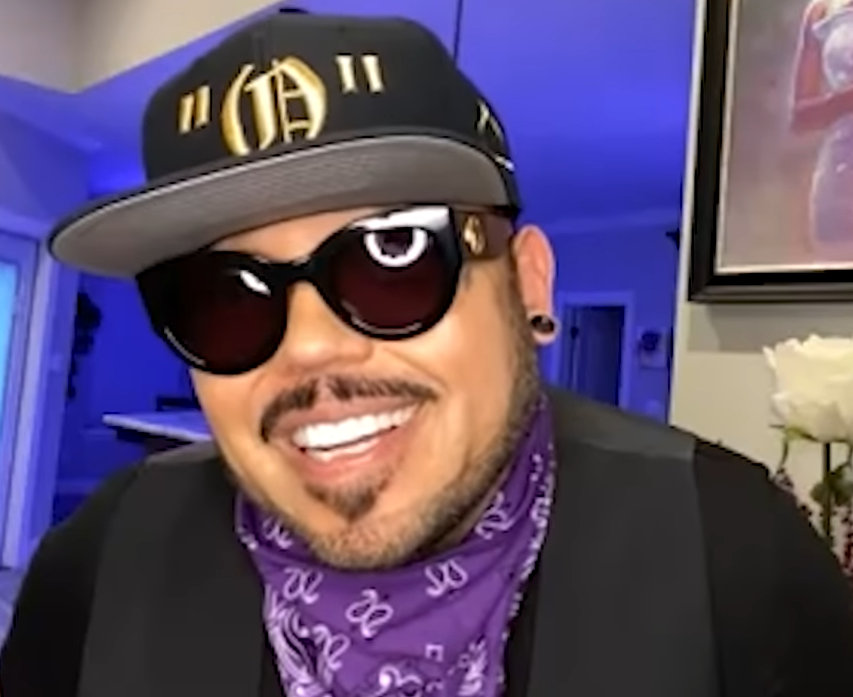
A. B. Quintanilla, 2020

Abraham Isaac Quintanilla III, besser bekannt unter dem Pseudonym A. B. Quintanilla (* 13. Dezember 1963 in Toppenish, Yakima County, Washington), ist ein amerikanischer Musikproduzent, Songwriter und Musiker mexikanischer Abstammung. Er ist der ältere Bruder der „Queen of Tejano“, Selena Quintanilla-Pérez. Gemeinsam mit seinen beiden Schwestern Selena und  Suzette spielte er in der von seinem Vater Abraham Quintanilla wiederbelebten Band Los Dinos.

## Leben
A.B. Quintanilla schrieb an einigen Liedern mit, die Selena erfolgreich machten. Außerdem betätigte er sich früh als Produzent seiner Schwester. Nachdem Selena am 31. März 1995 im Alter von 23 Jahren ermordet worden war, zog er sich für einige Zeit aus dem Musikgeschäft zurück und trat nur gelegentlich als Songwriter (unter anderem von Thalías Amandote) hervor.
1999 erwachte sein musikalischer Schaffensdrang erneut und er gründete zusammen mit Cruz Martínez (seit 2003 mit der Sängerin Alicia Villarreal verheiratet) die Band Kumbia Kings, die bis 2006 existierte, als es zu einem Rechtsstreit zwischen den beiden Gründern kam. Gemeinsam mit dem Gitarristen Chris Pérez, dem ehemaligen Mann von Selena, verließ Quintanilla die Kumbia Kings und gründete mit den Kumbia All Starz eine neue Band, während Martínez aus rechtlichen Gründen die Kumbia Kings auflöste und mit Los Super Reyes unmittelbar darauf eine Nachfolgeband ins Leben rief.
A. B. Quintanilla steht aber gelegentlich auch für kontroverse Aktionen. So trat er einmal während eines Bühnenauftritts einen Fan, der sein Bein auf die Bühne gelegt hatte. Später geriet er im Flughafen Mexiko-Stadt mit dem Sicherheitspersonal aneinander und beschimpfte es als „Fucking Mexicans“. Weil diese Szene in einem Filmbeitrag festgehalten wurde, die auf YouTube erschien, zog er durch diese Aktion den Unmut vieler Mexikaner auf sich, was zur Folge hatte, dass er bei seinem nächsten Auftritt mit den Kumbia All Starz in der nordmexikanischen Stadt Monterrey vom Publikum ausgebuht wurde und die Bühne vorzeitig verließ.